# Von Rosen af Kardina
von Rosen af Kardina är en uradlig balttysk och svensk adelsätt från Pommern som är representerad i Tyskland, Portugal, Nederländerna, Sverige och Kanada. Ätten är tidigast känd 1662 genom Andreas Rose i Stralsund. Ätten var den näst sista att introduceras på Riddarhuset i Stockholm.

## Historik
Äldste kände stamfader är lantbrukaren i Wieck på halvön Darss i Neu Vorpommern, Hermann Rose (omtalad ca 1570) vars son köpmannen, borgaren och åldermannen i Stora gillet i Reval, Bugislaus Roosen (1572–1658), adlades 1 oktober 1617 i Stockholm av Gustav II Adolf utan angivande av särskilt namn, men medlemmarna skrev och skriver sig von Rosen. Vid riksdagen 1634 ansökte han om introduktion på svenska Riddarhuset, vilket dock avslogs av riksrådet 14 juli 1634 med motiveringen att han ej bodde i Sverige, men att introduktion skulle beviljas när han väl bosatt sig där.
Introduktionen skedde först 1971 när sekreteraren vid tysk-svenska handelskammaren i Stockholm Claus von Rosen (född 1904 i Riga) och hans två söner 1971 respektive 1951 blev svenska medborgare och därmed uppfyllde det av Riddarhuset 1634 uppställda villkoret. Claus von Rosen var ättling i åttonde led från Bugislaus Roosen. Ätten introducerades på nummer 2348 von Rosen af Kardina, efter Kardina herrgård (Karinu i Jerwen, Estland) ett av ättens stamgods i Estland. Det är den näst sista adelsätten som introducerats på Sveriges Riddarhus, där den sist introducerade ätten har nummer 2349. 
Det gick alltså 337 år mellan ansökan och introduktion, den hittills längsta väntetiden för introduktion i Riddarhusets historia.
Ätten inskrevs 1746 på Riddarhuset i Estland. Den äldre grenen till Weinjerwen upphöjdes 22 mars 1802 i tysk-romersk riksfriherrlig värdighet och erhöll 28 mars 1804 ryskt erkännande, men som utgick den 26 januari 1956. Den yngre grenen till Kardina inskrevs 1747 även på Riddarhuset i Livland, och erhöll den 17 oktober 1855 genom rysk senatsukas nr 7867 rättighet att föra barontitel, vilket innebär att samtliga nu levande medlemmar är baroner och baronessor.
Ättemedlemmar fortlever idag i Tyskland, Portugal, Nederländerna och Kanada.

## Vapensköld beskrivning
Till vapnet erhölls en gult lejon med tre vita rosor en på var sidan ovanför och ett mitt under lejonet i en blå sköld. Hjälmprydnaden är ett gult lejon med en vit ros på huvudet. Gult lejon mot en blå bakgrund är eventuellt en referensen till det svenska kungliga vapnet.
| ”                                                                | til adeligit Sköldemerke denne efterskrefne Wapn; Nempeligen een Sköld med blå ferga, och deruthi ett goldt Leijon; med tre hwite Roser, en upå hwar sijda: ofwan före, och en mit wnder Leijonet, ofwan upå skölden en öppen Tornere hielm, Täcket och krantsen med blått och gult fördelt, och mitt ofwan upå hielmen ett gult Leijon, med en hwitt Roos upå hufwudet, rfter som sielfwa afmålade wapnen her hos ded wijdare uthwijsar. | „ |
| – Sköldebrevsavskrifter, RHA, 20. Transkription: Per Nordenvall. | |   |

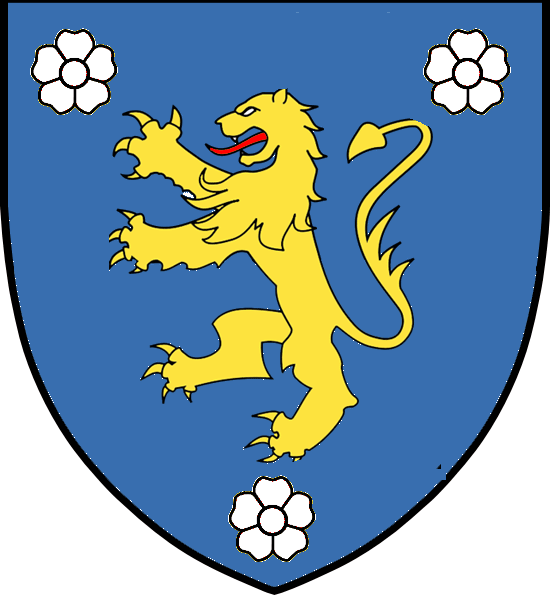
Sköldmärke.